# Lilla Middelgrund
Das Meeresschutzgebiet und FFH-Gebiet Lilla Middelgrund ist eine Untiefe auf der schwedischen Seite des Kattegat in der Provinz Hallands län in Schweden. Insgesamt wurden 17,840 km² Fläche als Natura-2000-Gebiet durch Verordnungen ausgewiesen. Die Anerkennung als Naturschutzgebiet erfolgte im April 2004 durch den „Governmental act M2010/4648/Nm“ und die Anerkennung als Natura-2000-Gebiet im Rahmen des „Governmental act M2010/4648/Nm“ im März 2011 erteilt.

## Historie
Zum Schutz dieses Ökotops vor Fischerei mit Grundschleppnetzen, begann Greenpeace mit Genehmigung der Provinzregierung Hallands am 10. August 2009 mit der Versenkung von tonnenschweren Granitsteinen.

## Beschreibung
Das Gebiet mit 17840,20 Hektar Fläche liegt etwa 20 Kilometer westlich der schwedischen Küste, in einer Tiefe zwischen sechs und 55 Metern und besteht vollständig aus einem Meeresgebiet mit sublitoralen Sandbänken und Riffen. Der Meeresboden besteht bis in eine Tiefe von 30 Metern aus Fels, Steinen und Kies und ist durch die Meeresströmung frei von Sedimentation. Durch den großen Abstand zum Land ist das Wasser in diesem Gebiet klar. Durch den geringen Einfluss des „Baltischen Stroms“ und die verminderte Trübheit, ist der Salzgehalt höher als nahe der Küste. Die Schutzgebietsfläche für den Lilla Middelgrund wird an der Nordostseite durch eine Leuchtbake markiert.

### FFH-Lebensraumtypen
Nach der FFH-Richtlinie wurden die folgenden Lebensraumtypen von europaweiter Bedeutung (LRT) des Anhang I klassifiziert „Sandbänke mit nur schwacher ständiger Überspülung durch Meerwasser“ (Code 1110) mit einer Gesamtfläche von 5359 ha und „Riffe“ (Code 1170) mit einer Gesamtflächen von 3573 ha, wobei die Datenqualität für beide Einstufungen mit „Schwach“ angegeben wurde.

## Flora und Fauna

### Flora
Das Gebiet hat eine reiche Makroalgen-Flora mit vielen selten Arten. Die Vorkommen von Kalkalgen (Haptophyta) sind neben denen in der Untiefe Fladen grund einzigartig in Schweden.

### Fauna
Folgende Arten werden im Anhang II der FFH-Richtlinie als besonders schützenswert eingestuft und wurden bei einer durchgeführten Untersuchung des Gebietes aufgezeichnet. Im Meeresschutzgebiet wurden die Trottellumme (Uria aalge) und der Tordalk (Alca torda) jeweils mit einer großen Winterpopulation nachgewiesen, die Dreizehenmöwe (Rissa tridactyla) und der Gewöhnliche Schweinswal (Phocoena phocoena), welcher als permanenter Bewohner in den Schutzgebieten eingestuft wurde.
Unterseeisch beherbergt Lilla Middelgrund einen großen Anteil von Muscheln, Schlangensternen, Seesternen und Vielborstern. Bemerkenswert ist das reiche Vorkommen von Muscheln der Gattung Modiolus. Im Jahr 2005 wurden in Lilla Middelgrund insgesamt 14 gefährdete Arten gezählt sowie der erste Fund der Krabbenart Upogebia pusilla in Skandinavien registriert. Lilla Middelgrund dient als Laichgebiet für die meisten Fischarten im Kattegat, so etwa für den Hering. Es ist ein bedeutendes Rückzugsgebiet für Seevögel bei der Überwinterung und ein international bekanntes Gebiet für den Tordalk. Das oft eisfreie Gebiet ist Sammelplatz für große Bestände von Tierarten und stellt einen wichtigen Futterplatz für Robben dar. Der Schweinswal wurde zeitweise gesichtet, allerdings ist die Bedeutung des Schutzgebietes für diese Art noch nicht abschließend geklärt.